# Sydowia (publikacja)
Sydowia – recenzowane czasopismo naukowe poświęcone grzybom, w tym ich taksonomii, systematyce, ewolucji, budowie, rozwojowi, zastosowaniom biotechnologicznym. Publikowane w nim są także artykuły o wywoływanych przez grzyby chorobach roślin, ludzi i zwierząt. Oficjalnym językiem czasopisma jest angielski. Od 2012 r. artykuły są dostępne również online.
Czasopismo zostało założone w 1903 roku pod tytułem Annales Mycologici przez redaktora założyciela Hansa Sydowa. Początkowo wychodziło pod tytułem Annales mycologici, potem Annales mycologici II, a po śmierci Sydowa w 1946 r. nadano czasopismu tytuł Sydowia na jego cześć. Od 1947 aż do swojej śmierci w 1973 roku naczelnym redaktorem czasopisma był Franz Petrak. W 1989 r. zastąpił go Egon Horak, od 1989 do 1996 r. redaktorem była Orlando Petrini, potem Liliane Petrini.
Początkowo Sydowia wychodziła dwa razy w roku, od 1947 co dwa miesiące, a od 1992 co dwa lata. W początkowych tomach artykuły publikowane były w języku angielskim, niemieckim, włoskim, łacińskim i hiszpańskim. 